# Comitatul Johnston, Carolina de Nord
Comitatul Johnston este situat în statul Carolina de Nord, SUA. El are în anul 2000, 121.965 loc. cu o densitate de 59,2 loc./km². Sediul administrativ al comitatului se află la Smithfield, North Carolina. 

## Date geografice
Comitatul se află amplasat la est de centrul geografic al statului Carolina de Nord.  El ocupă o suprafață de 2.061 km² din care suprafața de 10 km² este apă. Comitatele vecine luate în sensul acelor ceasornicului sunt: Nash County, Wilson County, Wayne County, Sampson County, Harnett County și Wake County.
Comitatul Johnston cuprinde 17 localități urbane ca: Banner, Bentonville, Beulah, Boon Hill, Clayton, Cleveland, Elevation, Ingrams, Meadow, Micro, O'Neals, Pine Level, Pleasant Grove, Selma, Smithfield, Wilders și Wilson Mills.

### Comitate adjacente
- Nash County (northeast)
- Wilson County (east)
- Wayne County (southeast)
- Sampson County (south)
- Harnett County (southwest)
- Wake County (northwest)

### Autostrăzi majore
- Interstate 40
- Interstate 95
- U.S. Highway 70
- U.S. Highway 264
- U.S. Highway 301
- U.S. Highway 701
- NC 27
- NC 39
- NC 42
- NC 50
- NC 55
- NC 96
- NC 210
- NC 231
- NC 222
- NC 242

## Demografie
După datele recensământului din anul 2000 în comitat erau
- 121.965 loc. cu o densitate de 59,2 loc./km²
- 46.595 gospodării
- 33.688 familii
- 78,09 % erau albi
- 15,65 % afroamericani
- 0,41 % amerindieni
- 0,30 % asiatici
- 0,04 % loc. de pe insulele din Pacific
- 4,53 % alte grupări etnice
- 0,99 % metiși și mulatri
- 7,74 % latino-americani